# Jean de Saintré
Jean de Saintré, de Saintre ou Xaintré (1320-1368) est un militaire français du XIVe siècle.

## Éléments de biographie
Né à Vendôme, il fut d'abord capitaine d'une grande compagnie et aurait commandé l'armée royale en Guyenne (Sud-Ouest de la France). 
Il est ensuite fait page du roi Jean le Bon et lieutenant du baron de Craon. 
Devenu sénéchal d'Anjou et du Maine, Xaintré fait le siège de [du château d'Essay, bas-Poitou, aujourd'hui détruit] avec Du Guesclin (dont il avait fait connaissance à Nantes), et, en 1356, combat les Anglais à Poitiers, où, comme le roi, il est fait prisonnier. 
Il meurt à Pont-Saint-Esprit.

## Évocations posthumes

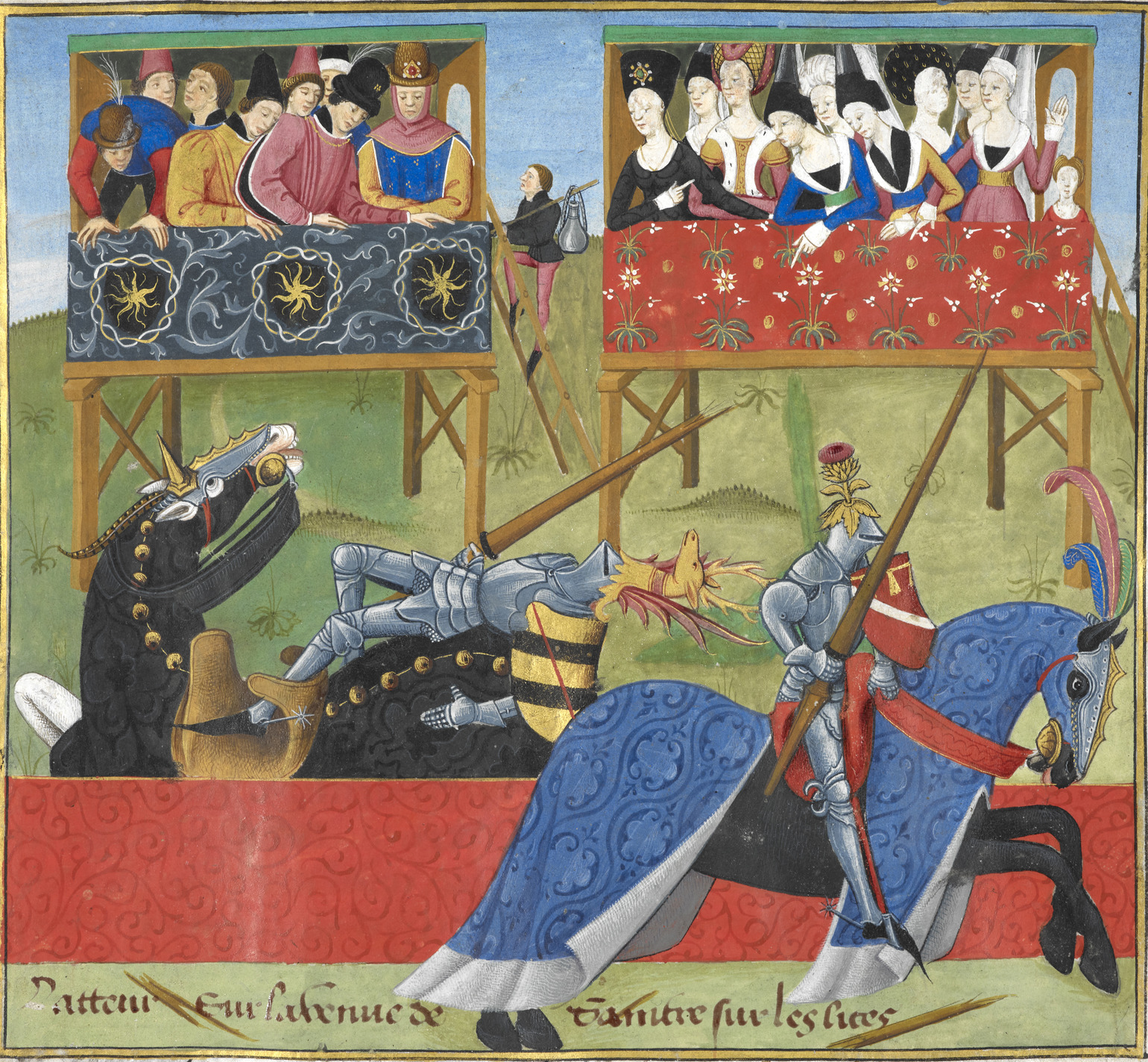
Joute entre Jean de Saintré et Enguerrant. Détail d'une page enluminée illustrant l' « Histoire et plaisante chronique du petit Jehan de Saintré et de la Dame des Belles-cousines »

Ce serait son fils (également dénommé Jean ou Jehan), qui aurait inspiré à Antoine de La Sale son roman chevaleresque Histoire et plaisante chronique du petit Jehan de Saintré et de la Dame des Belles-cousines vers 1456, et qui devint la Cyropédie des jeunes nobles du XVe siècle. 
Il est évoqué par une citation du Dictionnaire de la langue française de Littré à  la rubrique « Bievre » : « Arriva Saintré, qui couvert estoit d'un très bel chapel de bievre » (arriva Saintré qui était couvert d'un très beau chapeau de castor).